# Patsch
Patsch är en ort och kommun i distriktet Innsbruck-Land i förbundslandet Tyrolen i Österrike. Kommunen har 1 143 invånare (2024). Den ligger cirka 7 km söder om Tyrolens huvudstad Innsbruck. Området ligger vid berget Patscherkofel.